# 胡超龍
胡超龍，字云谷，廣東順德府杏坛镇甘竹人，清朝政治人物、進士出身。
道光十五年，登進士，授刑部主事。